# Sean Johnston
Sean Johnston (ur. 17 listopada 1990 roku w Mt. Shasta) – amerykański kierowca wyścigowy.

## Kariera
Johnston rozpoczął karierę w wyścigach samochodowych w 2012 roku w IMSA GT3 Challenge by Yokohama – Platinum Cup, gdzie zdobył tytuł mistrzowski. W tym sameym sezonie pojawił się także na starcie American Le Mans Series, klasy GTC. Mimo że przejechał jedynie jeden wyścig, zdołał zdobyć 17 punktów, co go uplasowało na 24 pozycji w klasyfikacji generalnej.
Na sezon 2013 podpisał kontrakt z Deutsche Post by Project 1 oraz z Team Allyouneed by Project 1 na starty odpowiednio w Niemieckim Pucharze Porsche Carrera oraz w Porsche Supercup. Został w nich sklasyfikowany odpowiednio na osiemnastej i dwudziestej pozycji w klasyfikacji generalnej, a rok później zajął 16. miejsce w klasyfikacji Porsche Supercup.

## Statystyki
| Sezon | Seria                                         | Zespół                                         | Wyścigi | Zwycięstwa | PP | NO | Podium | Punkty | Pozycja |
| ----- | --------------------------------------------- | ---------------------------------------------- | ------- | ---------- | -- | -- | ------ | ------ | ------- |
| 2012  | IMSA GT3 Challenge by Yokohama – Platinum Cup | Wright Motorsports                             | 15      | 8          | 7  | 8  | 14     | 278    | 1       |
| 2012  | American Le Mans Series – GTC                 | JDX Racing                                     | 1       | 0          | 0  | 0  | 0      | 17     | 24      |
| 2013  | Niemiecki Puchar Porsche Carrera              | Deutsche Post by Project 1                     | 15      | 0          | 0  | 0  | 0      | 41     | 18      |
| 2013  | Porsche Supercup                              | Team Allyouneed by Project 1                   | 9       | 0          | 0  | 0  | 0      | 9      | 20      |
| 2014  | Porsche Supercup                              | Team Project 1                                 | 9       | 0          | 0  | 0  | 0      | 28     | 16      |
| 2014  | Niemiecki Puchar Porsche Carrera              | Team Deutsche Post/Pole Promotion by Project 1 | 15      | 0          | 0  | 0  | 0      | 41     | 17      |